# Сок (округ, Айова)
Сок, или Сак (англ. Sac County), — округ в США, штате Айова. На 2000 год численность населения составляла 11 529 человек. По оценке бюро переписи населения США в 2009 году население округа составляло 10 059 человек. Окружным центром является город Сок-Сити.

## История
Округ Сок был сформирован в 15 января 1851 года.

## География
Согласно данным Бюро переписи населения США площадь округа Сок составляет 1491 км².

### Основные шоссе
- Шоссе 20
- Шоссе 71
- Автострада 39
- Автострада 110
- Автострада 175
- Автострада 196

### Соседние округа
- Бьюна-Виста  (север)
- Калхун  (восток)
- Карролл  (юго-восток)
- Крофорд  (юго-запад)
- Айда  (запад)

## Города
- Сок-Сити
- Оберн

## Климат
По данным представленным Национальной метеорологической службой США в округе Сок преимущественно влажный континентальный климат, характеризующийся значительными сезонными перепадами температур, тёплым или жарким (часто влажным) летом и холодной (иногда очень холодной) зимой. Осадки относительно равномерно распределены в течение года. Согласно классификации климатов Кёппена, такой климат сокращённо обозначается на климатических картах аббревиатурой «Dfa» (жаркий летний континентальный климат).

## Демография
По данным переписи населения 2000 года в округе проживало 11 529 жителей. Среди них 22,3 % составляли дети до 18 лет, 22,7 % люди возрастом более 65 лет. 50,7 % населения составляли женщины.
Национальный состав был следующим: 98,3 % белых, 0,4 % афроамериканцев, 0,1 % представителей коренных народов, 0,4 % азиатов, 2,1 % латиноамериканцев. 0,7 % населения являлись представителями двух или более рас.
Средний доход на душу населения в округе составлял $16902. 11,1 % населения имело доход ниже прожиточного минимума. Средний доход на домохозяйство составлял $41409.
Также 84,2 % взрослого населения имело законченное среднее образование, а 13,6 % имело высшее образование.